# Efeito Dunning–Kruger

Relação entre o desempenho médio autopercebido e o desempenho médio real em um exame universitário. A área vermelha mostra a tendência de pessoas de baixo desempenho a superestimar suas habilidades. No entanto, a autoavaliação das pessoas de baixo desempenho é mais baixa que a das pessoas de alto desempenho.

O efeito Dunning-Kruger é o viés cognitivo pelo qual pessoas com baixa habilidade em uma tarefa superestimam sua habilidade. Alguns pesquisadores também incluem em sua definição o efeito oposto para as pessoas de alto desempenho: sua tendência a subestimar suas habilidades. 
O efeito Dunning-Kruger é geralmente medido comparando a autoavaliação com o desempenho objetivo. Por exemplo, os participantes de um estudo podem ser solicitados a completar um questionário e depois estimar o quão bem fizeram. Esta avaliação subjetiva é então comparada com o quão bem realmente fizeram. Isto pode acontecer em termos relativos ou absolutos, ou seja, em comparação com o grupo de pares, como a porcentagem de pares superados, ou em comparação com padrões objetivos como o número de perguntas respondidas corretamente. O efeito Dunning-Kruger aparece em ambos os casos, mas é mais pronunciado em termos relativos: as pessoas no quarto inferior da escala de desempenho tendem a se ver como parte dos dois quartos superiores. 
O estudo inicial foi feito por David Dunning e Justin Kruger. Se concentra no raciocínio lógico, na gramática e nas habilidades sociais. Desde então, vários outros estudos foram realizados em uma ampla gama de tarefas. Estes incluem habilidades de áreas como negócios, política, medicina, condução, aviação, memória espacial, exames na escola e alfabetização.
O efeito Dunning-Kruger é geralmente explicado em termos de habilidades metacognitivas. Esta abordagem é baseada na ideia de que as pessoas de baixo desempenho não adquiriram a habilidade de distinguir entre bom e mau desempenho. Eles tendem a sobrestimar-se porque não veem a diferença qualitativa entre seus desempenhos e os de outras pessoas. Isto também foi chamado de "relato de carga dupla", pois a falta de habilidade é acompanhada pela ignorância desta falta. Algumas pesquisas incluem o componente metacognitivo como parte da definição do efeito Dunning-Kruger e não apenas como uma explicação distinta dele. Muitos debates em torno do efeito Dunning-Kruger e críticas a ele se concentram na explicação metacognitiva, mas aceitam os resultados empíricos em si mesmos de outra forma. Isto é muitas vezes feito fornecendo explicações alternativas que prometem uma melhor explicação das tendências observadas. A mais proeminente entre elas é a explicação estatística, que sustenta que o efeito Dunning-Kruger é principalmente um artefato estatístico devido à regressão à média combinada com outro viés cognitivo conhecido como o efeito melhor que a média. Outros teóricos sustentam que a forma como as pessoas de baixo e alto desempenho são distribuídos torna mais difícil para as pessoas de baixo desempenho avaliar seu nível de habilidade, explicando assim suas autoavaliações errôneas independentemente de suas habilidades metacognitivas. Outro relato vê a falta de incentivos para dar autoavaliações precisas como a fonte de erro.
O efeito Dunning-Kruger é relevante para vários assuntos práticos. Pode levar as pessoas a tomar más decisões, como escolher uma carreira para a qual não são aptas ou se envolver em comportamentos perigosos para si mesmas ou para outros por não terem consciência de que lhes faltam as habilidades necessárias. Também pode inibir os afetados de abordar suas deficiências para melhorar a si mesmos. Em alguns casos, o excesso de confiança associado pode ter efeitos secundários positivos, como aumentar a motivação e a disposição.

## Definição
O efeito Dunning-Kruger é definido como a tendência das pessoas com baixa habilidade em uma área específica para dar avaliações excessivamente positivas desta habilidade. Isto é frequentemente entendido como um viés cognitivo, ou seja, como uma tendência sistemática de se envolver em formas errôneas de pensar e julgar. Os vieses são sistemáticos no sentido de que ocorrem consistentemente em diferentes situações. São tendências, pois dizem respeito a certas inclinações ou disposições que podem ser observadas em grupos de pessoas, mas não se manifestam em todos os desempenhos. No caso do efeito Dunning-Kruger, isto se aplica principalmente a pessoas com baixa habilidade em uma área específica que tentam avaliar sua competência dentro desta área. O erro sistemático diz respeito à sua tendência de superestimar muito sua competência ou de se considerar mais habilidosas do que são.
Alguns pesquisadores enfatizam o componente metacognitivo em sua definição. Nesta visão, o efeito Dunning-Kruger é a tese de que aqueles que são incompetentes em uma determinada área tendem a ignorar sua incompetência, ou seja, não têm a habilidade metacognitiva de se dar conta de sua incompetência. Esta definição se presta a uma explicação simples do efeito: a incompetência muitas vezes inclui a incapacidade de distinguir entre competência e incompetência, razão pela qual é difícil para os incompetentes reconhecer sua incompetência. Isto é às vezes chamado de "relato de carga dupla" (dual-burden account), já que duas cargas estão emparelhadas: a falta de habilidade e a ignorância desta falta. Mas a maioria das definições se concentram na tendência de superestimar a própria capacidade e veem a relação com a metacognição como uma possível explicação independente da definição. Esta distinção é relevante, pois a explicação metacognitiva é controversa e várias críticas ao efeito Dunning-Kruger visam esta explicação, mas não o efeito em si quando definido no sentido estrito.
O efeito Dunning-Kruger é geralmente definido especificamente para as autoavaliações de pessoas com um baixo nível de competência. Mas algumas definições não o restringem ao viés de pessoas com baixa competência e, em vez disso, o veem como pertencente a falsas autoavaliações em diferentes níveis de competência. Por isso, às vezes afirma-se que inclui o efeito inverso para pessoas com alta habilidade. Nesta visão, o efeito Dunning-Kruger também diz respeito à tendência das pessoas de alto desempenho para subestimar suas habilidades em relação às habilidades dos outros. Mas foi argumentado que a fonte deste erro não é a autoavaliação das próprias habilidades, mas uma avaliação excessivamente positiva das habilidades dos outros. Este fenômeno foi categorizado como uma forma do efeito do falso consenso.

## Medição e análise
A abordagem mais comum para medir o efeito Dunning-Kruger é comparar a autoavaliação com o desempenho objetivo. A autoavaliação é às vezes chamada de habilidade subjetiva em contraste com a habilidade objetiva correspondente ao desempenho real. A autoavaliação pode ser feita antes ou depois da tarefa. Se for feita depois, é importante que os participantes não recebam pistas independentes durante o desempenho sobre o quão bem o fizeram. Portanto, se a atividade envolve responder a perguntas do questionário, nenhuma informação é fornecida sobre se uma determinada resposta foi correta. A medição da habilidade subjetiva e objetiva pode ser feita em termos absolutos ou relativos. Quando feita em termos absolutos, a autoavaliação e o desempenho são medidos de acordo com padrões absolutos, por exemplo, em relação ao número de perguntas do questionário que foram respondidas corretamente. Quando feita em termos relativos, os resultados são comparados a um grupo de pares. Neste caso, cada participante é solicitado a avaliar seu desempenho em relação aos outros participantes, por exemplo, na forma de estimar a porcentagem de pares que superou. O efeito Dunning-Kruger está presente em ambos os casos, mas tende a ser significativamente mais pronunciado quando feito em termos relativos. Assim, as pessoas geralmente são mais precisas ao prever seu escore bruto que ao avaliar quão bem se saíram em relação ao seu grupo de pares.
O principal ponto de interesse para os pesquisadores é geralmente a correlação entre habilidade subjetiva e objetiva. A fim de proporcionar uma forma simplificada de análise das medições, os desempenhos objetivos são frequentemente divididos em quatro grupos, começando do quarto inferior de baixo desempenho até o quarto superior de alto desempenho. O efeito mais forte é observado para os participantes do quarto inferior, que tendem a se ver como parte dos dois quartos superiores quando medidos em termos relativos. Alguns pesquisadores concentram sua análise na diferença entre as duas habilidades, ou seja, na habilidade subjetiva menos a habilidade objetiva, para destacar a correlação negativa.

## Estudos
O efeito Dunning-Kruger tem sido pesquisado em muitos estudos diferentes através de uma ampla gama de tarefas. O estudo inicial se concentrou no raciocínio lógico, habilidades gramaticais e habilidades sociais, como inteligência emocional e julgar quais piadas são engraçadas. Enquanto muitos estudos são realizados em laboratórios, outros ocorrem em ambientes do mundo real. Estes últimos incluem a avaliação do conhecimento que os caçadores têm sobre armas de fogo e segurança ou o conhecimento dos técnicos de laboratório sobre procedimentos médicos. Estudos mais recentes também se envolveram em tentativas em larga escala para coletar os dados relevantes online. Vários estudos se concentram nos alunos, por exemplo, para autoavaliar seu desempenho logo após a conclusão de um exame. Em alguns casos, esses estudos coletam e comparam dados de vários países diferentes. Outros campos de pesquisa incluem negócios, política, medicina, habilidades de condução, aviação, memória espacial, alfabetização, habilidades de debate e xadrez.
O mecanismo da ilusão de superioridade foi demonstrado numa série de experiências realizadas por Justin Kruger e David Dunning, à época investigadores da Universidade de Cornell. Os resultados foram publicados no Journal of Personality and Social Psychology em dezembro de 1999. Kruger e Dunning constataram que vários estudos anteriores sugeriam que em habilidades tão distintas como compreensão de leitura, operação de veículos motorizados, e jogar xadrez ou tênis, "a ignorância gera confiança com mais frequência do que o conhecimento"
Dunning e Kruger propuseram que, em relação a uma determinada habilidade, as pessoas incompetentes irão:
- falhar em reconhecer sua própria falta de habilidade;
- falhar em reconhecer as habilidades genuínas em outras pessoas;
- falhar em reconhecer a extensão de sua própria incompetência;
- reconhecer e admitir sua própria falta de habilidade depois que forem treinados para aquela habilidade.

Dunning traçou uma analogia — "a anosognosia da vida quotidiana" — com uma condição patológica na qual uma pessoa que possui uma deficiência física devida a lesões cerebrais demonstra não perceber essa deficiência, ou mesmo nega sua existência, mesmo em casos de incapacidades severas tais como cegueira ou paralisia:

"Se você é incompetente, você não consegue saber que é incompetente (...) [A]s habilidades necessárias para fornecer uma resposta correta são exatamente as habilidades que você precisa ter para ser capaz de reconhecer o que é uma resposta correta. No raciocínio lógico, na educação dos filhos, na administração, na resolução de problemas, as habilidades que você usa para obter a resposta correta são exatamente as mesmas habilidades que você usa para avaliar a resposta. Portanto, nós demos continuidade a investigações para apurar se a mesma conclusão poderia ser verdadeira noutras áreas. E para nossa surpresa, era bem verdadeira."— 
Kruger e Dunning testaram suas hipóteses com alunos da Universidade de Cornell matriculados em matérias de psicologia, aplicando auto-avaliações de habilidade lógica, habilidade gramática, e humorismo. Depois de confrontados com suas próprias notas obtidas nos testes, pediu-se aos avaliados que estimassem seu nível de habilidade em relação aos demais participantes. Neste momento o grupo mais competente em cada habilidade estimou seu nível corretamente, enquanto o grupo incompetente na habilidade superestimou o seu nível. Dunning e Kruger constataram:

"Em quatro estudos, os autores detectaram que participantes com notas integrando o quartil mais baixo da pesquisa em avaliações de humor, gramática, e lógica superestimaram de forma brutal seu desempenho na avaliação e a sua própria habilidade. Apesar do resultado de seus exames os colocarem no 12.º percentil, eles estimaram estar no 62.º"
Enquanto isso, pessoas com real conhecimento tenderam a subestimar sua competência. Basicamente, participantes que consideraram as tarefas fáceis supuseram que as tarefas também eram simples para os demais.
Um estudo seguinte [carece de fontes?] sugere que os estudantes incompetentes melhoram seu próprio nível de habilidade e sua habilidade de estimar seu nível perante seus pares apenas depois de extenso treinamento nas habilidades que eles não possuíam.
Em 2000 Dunning e Kruger receberam o prêmio IgNobel de psicologia pelo seu trabalho.

## Explicações

### Metacognitiva
Várias explicações foram propostas para explicar o efeito Dunning-Kruger. O relato inicial e mais comum é baseado em habilidades metacognitivas. Baseia-se na suposição de que parte da aquisição de uma habilidade consiste em aprender a distinguir entre bons e maus desempenhos desta habilidade. Como as pessoas com baixa habilidade ainda não adquiriram esta habilidade discriminatória, não conseguem avaliar adequadamente seu desempenho. Isto as leva a acreditar que são melhores do que são porque não veem a diferença qualitativa entre seus desempenhos e os dos outros. Portanto, falta-lhes a habilidade metacognitiva de reconhecer sua incompetência. Este relato também foi chamado de "relato de carga dupla" ou a "carga dupla de incompetência", já que a carga da incompetência regular é emparelhada com a carga da incompetência metacognitiva. É geralmente combinado com a tese de que as habilidades metacognitivas relevantes são adquiridas à medida que o nível de habilidade aumenta. Mas a falta metacognitiva também pode impedir que algumas pessoas se tornem melhores, escondendo suas falhas delas. Isto pode então ser usado para explicar como a autoconfiança é às vezes maior para pessoas não qualificadas do que para pessoas com uma habilidade média: apenas estas últimas estão cientes de suas falhas. Algumas tentativas foram feitas para medir as habilidades metacognitivas diretamente para confirmar esta hipótese. Os resultados sugerem que há uma sensibilidade metacognitiva reduzida para as pessoas de baixo desempenho, mas não está claro se sua magnitude é suficiente para explicar o efeito Dunning-Kruger. Um argumento indireto para o relato metacognitivo é baseado na observação de que treinar pessoas em raciocínio lógico as ajuda a fazer autoavaliações mais precisas.

### Críticas e alternativas
Nem todos concordam com as suposições nas quais o relato metacognitivo se baseia. Muitas críticas ao efeito Dunning-Kruger têm o relato metacognitivo como seu foco principal, mas concordam de outra forma com os resultados empíricos. Esta linha de argumentação normalmente procede fornecendo uma abordagem alternativa que promete uma melhor explicação das tendências observadas. Algumas explicações enfocam apenas um fator específico, enquanto outras veem uma combinação de vários fatores como a fonte. Uma dessas explicações é baseada na ideia de que tanto as pessoas de baixo desempenho como as de alto desempenho têm, em geral, a mesma habilidade metacognitiva para avaliar seu nível de habilidade. Mas, dada a suposição de que os níveis de habilidade de muitas pessoas de baixo desempenho estão muito próximos uns dos outros, ou seja, que "as pessoas estão amontoadas nos níveis mais baixos de habilidade", elas se encontram em uma posição mais difícil para avaliar suas habilidades em relação aos seus pares. Portanto, a razão para a maior tendência de dar autoavaliações falsas não é a falta de habilidade metacognitiva, mas uma situação mais difícil na qual esta habilidade é aplicada. Assim, o aumento do erro pode ser explicado sem o relato de carga dupla. Uma crítica a esta abordagem é dirigida contra a suposição de que este tipo de distribuição de níveis de habilidade sempre pode ser usado como explicação. Embora pode ser encontrado em vários campos onde o efeito Dunning-Kruger foi pesquisado, não está presente em todos eles. Outra crítica se baseia no fato de que este relato pode explicar o efeito Dunning-Kruger somente quando a autoavaliação é medida em relação ao grupo de pares, não quando é medida em relação a padrões absolutos.
Outra explicação, às vezes dada por teóricos com formação econômica, enfoca o fato de que os participantes dos estudos correspondentes geralmente não têm incentivos para fazer autoavaliações precisas. Nesses casos, os participantes podem ser motivados pela preguiça intelectual ou pelo desejo de parecer bem aos olhos do experimentador para dar autoavaliações excessivamente positivas. Por esta razão, alguns estudos foram realizados com incentivos adicionais para serem precisos. Em um estudo, por exemplo, uma recompensa monetária foi dada a um grupo de participantes com base na precisão de sua autoavaliação. Mas estes estudos não conseguiram mostrar qualquer aumento significativo na precisão do grupo de incentivo em comparação com o grupo de controle.
Uma abordagem diferente é ainda mais distante das explicações psicológicas e vê o efeito Dunning-Kruger principalmente como um artefato estatístico sem referência a qualquer tendência psicológica subjacente proeminente. Baseia-se na ideia de que o efeito estatístico conhecido como regressão à média é suficiente para explicar os resultados empíricos. No caso da qualidade do desempenho, este efeito repousa na ideia de que a qualidade de um determinado desempenho depende não apenas do nível de habilidade do agente, mas também da boa ou má sorte envolvida na ocasião. Assim, mesmo que um participante com habilidade média faça uma autoavaliação precisa de sua habilidade, seu desempenho pode ser azarado nesta ocasião, fazendo com que caia na categoria de pessoas de baixo desempenho que superestimaram sua habilidade. De acordo com esta abordagem, a aleatoriedade da sorte é culpada pela discrepância entre a habilidade autoavaliada e o desempenho objetivo, especialmente nos casos extremos.
A maioria dos pesquisadores reconhecem que a regressão à média é um efeito estatístico relevante que deve ser levado em conta ao interpretar os resultados empíricos. Isto pode ser alcançado por vários métodos. Mas tais ajustes não eliminam o efeito Dunning-Kruger, razão pela qual a visão de que a regressão à média é suficiente para explicá-lo é geralmente rejeitada. Entretanto, foi sugerido que, quando combinado com outros vieses cognitivos, como o efeito melhor que a média, pode-se fornecer uma explicação quase completa dos resultados empíricos. Este tipo de relato é às vezes chamado de explicação de "ruído mais viés" (noise plus bias). De acordo com o efeito melhor que a média, as pessoas têm uma tendência geral de classificar suas habilidades, atributos e traços de personalidade como melhores que a média. Isto difere do efeito Dunning-Kruger, pois não rastreia como esta perspectiva excessivamente positiva relaciona-se com a habilidade das pessoas que avaliam a si mesmos, enquanto o efeito Dunning-Kruger se concentra principalmente em como este tipo de julgamento equivocado acontece para pessoas de baixo desempenho. Quando o efeito melhor que a média é emparelhado com a regressão à média pode-se explicar tanto que as pessoas incompetentes tendem a sobrestimar muito sua competência quanto que o efeito contrário para pessoas altamente competentes é muito menos pronunciado. Ao escolher as variáveis adequadas para a aleatoriedade devido à sorte e um deslocamento positivo para dar conta do efeito melhor que a média, é possível simular experimentos que mostram quase a mesma correlação entre a habilidade autoavaliada e o desempenho objetivo como encontrada na pesquisa empírica. Mas até mesmo os proponentes desta explicação concordam que isto não explica os resultados empíricos na sua totalidade. Isto significa que o efeito Dunning-Kruger ainda pode ter um papel a desempenhar, mesmo que apenas um papel menor. Os opositores desta abordagem argumentaram que este relato pode explicar o efeito Dunning-Kruger somente quando se avalia a habilidade em relação ao grupo de pares, mas não quando a autoavaliação acontece em relação a um padrão objetivo.

## Significado prático
Foram feitas várias afirmações sobre o significado prático do efeito Dunning-Kruger ou porque ele é importante. Muitas vezes se concentram em como ele faz com que as pessoas afetadas tomem decisões que levam a consequências más para elas ou para outras pessoas. Isto é especialmente relevante para decisões que têm consequências de longo prazo. Por exemplo, pode levar as pessoas de baixo desempenho a carreiras para as quais não são aptas. As pessoas de alto desempenho que subestimam suas habilidades, por outro lado, podem renunciar a oportunidades de carreira viáveis que correspondam às suas habilidades em favor de outras menos promissoras que estão abaixo de seu nível de habilidade. Em outros casos, as más decisões também podem ter efeitos graves a curto prazo, como quando o excesso de confiança leva um piloto a operar uma nova aeronave para a qual não tem treinamento adequado ou a realizar manobras de voo que excedem sua proficiência. A medicina de emergência é outra área onde a avaliação correta das próprias habilidades e dos riscos de um tratamento é de importância central. As tendências dos médicos em treinamento para serem superconfiantes devem ser levadas em consideração para garantir o grau adequado de supervisão e feedback. O efeito Dunning-Kruger também pode ter implicações negativas para o agente em uma variedade de atividades econômicas, nas quais o preço de um bem, como um carro usado, é muitas vezes reduzido pela incerteza dos compradores sobre sua qualidade. Uma pessoa superconfiante que desconhece sua falta de conhecimento, por outro lado, pode estar disposto a pagar um preço muito mais alto sem estar consciente de todas as falhas e riscos potenciais relevantes para o preço.
Outra implicação diz respeito aos campos nos quais as autoavaliações desempenham um papel importante na avaliação de habilidades. São comumente utilizadas, por exemplo, no aconselhamento vocacional ou para estimar as habilidades de alfabetização informacional de estudantes e profissionais. O efeito Dunning-Kruger indica que tais autoavaliações muitas vezes não correspondem às habilidades subjacentes, tornando-as assim pouco confiáveis como método para coletar este tipo de dados. Independentemente do campo da habilidade em questão, a ignorância metacognitiva frequentemente associada ao efeito Dunning-Kruger pode impedir que as pessoas de baixo desempenho melhorem. Já que desconhecem muitas de suas falhas, podem ter pouca motivação para enfrentá-las e superá-las.
Mas nem todos os relatos do efeito Dunning-Kruger se concentram em seus lados negativos. Alguns também enfocam seus lados positivos, por exemplo, que a ignorância às vezes pode ser uma bênção. Neste sentido, o otimismo pode levar as pessoas a experimentarem sua situação de forma mais positiva e o excesso de confiança pode ajudá-las a alcançar objetivos mesmo irrealistas. Para distinguir os lados negativos dos positivos, foi sugerido que duas fases importantes são relevantes para a realização de um objetivo: o planejamento preparatório e a execução do plano. O excesso de confiança pode ser benéfico na fase de execução ao aumentar a motivação e a energia. Mas pode ser prejudicial na fase de planejamento, pois o agente pode ignorar as más probabilidades, assumir riscos desnecessários ou não se preparar para contingências. Por exemplo, ser superconfiante pode ser vantajoso para um general no dia da batalha por causa da inspiração adicional transmitida às suas tropas, mas desvantajoso nas semanas anteriores por ignorar a necessidade de tropas de reserva ou equipamento de proteção.

## Efeito Dunning–Kruger e síndrome do impostor
Em contrapartida, a competência real pode enfraquecer a autoconfiança e algumas pessoas muito capacitadas podem sofrer de inferioridade ilusória. Esses indivíduos podem pensar que não são muito capacitados e subestimar as próprias habilidades, chegando a acreditar que outros indivíduos menos capazes também são tão ou mais capazes do que eles. A esse outro fenômeno dá-se o nome de síndrome do impostor.